# Aharon Uzan
Aharon Uzan (hebr.: אהרן אוזן, ur. 1 listopada 1924 w Al-Muknin, zm. 23 stycznia 2007) – izraelski polityk, w roku 1974 oraz w latach 1975–1977 minister komunikacji, w latach 1974–1977 minister rolnictwa, w latach 1982–1984 minister absorpcji imigrantów, latach 1965–1969 i 1981–1984 poseł do Knesetu z list Koalicji Pracy oraz Tami.
W wyborach parlamentarnych w 1965 po raz pierwszy dostał się do izraelskiego parlamentu. Zasiadał w Knesetach VI i X kadencji.